# Зелёное кольцо Москвы
Зелёное кольцо́ Москвы́ (сокращённо: ЗКМ) — пешеходный маршрут по Москве; протяжённость составляет ~129 километров. Проходит по паркам и зелёным зонам с минимальными переходами по городским улицам и, в итоге, опоясывает город.

## Общие сведения
«Зелёное кольцо Москвы» позиционируется как пешеходно-беговой и прогулочный маршрут.
Также отмечается, что «Кольцо» подходит для тренировок ультрамарафонцев, поскольку его длина составляет 100 миль.

## История
Датой рождения Зелёного Кольца Москвы считается 1 мая 2017 года. В этот день впервые по маршруту, разработанному для своих тренировок Александром Советовым, прошла группа любителей пешеходной ходьбы.  Первоначальная его идея была сделать 100 километровый маршрут по паркам Москвы проходимый за 24 часа. Первоначальный маршрут составил  120 километров, впоследствии его дополнили ещё более зелёными и красивыми участками, Кольцо увеличилось до 150 км. Кольцо заинтересовало бегунов ультрамарафонцев, и по их просьбам ЗКМ было увеличено до 100 миль (160 км). В течение года были созданы группы в социальных сетях, которые стали быстро наполняться любителями природы, пешеходной ходьбы, бега.
По итогам 2017 года Проектом «Рутрейл» «Зелёное Кольцо Москвы» было признано лучшим городским маршрутом. 

## Маршрут
В интернете выложены подробнейшие треки, в том числе и для смартфонов (и инструкциями по установке на них); с указанием километража (и «по» и «против» часовой стрелки), достопримечательностей, туалетов и т. д.
Маршрут можно условно разделить на следующие отрезки:
- Метро «Ботанический сад» — МЦК Коптево (13 километров)
- МЦК Коптево — метро «Щукинская» (12 километров)
- Метро «Щукинская» — МЦК Кутузовская (22 километра)Зелёное Кольцо Москвы. Серебряно-Виноградный пруд

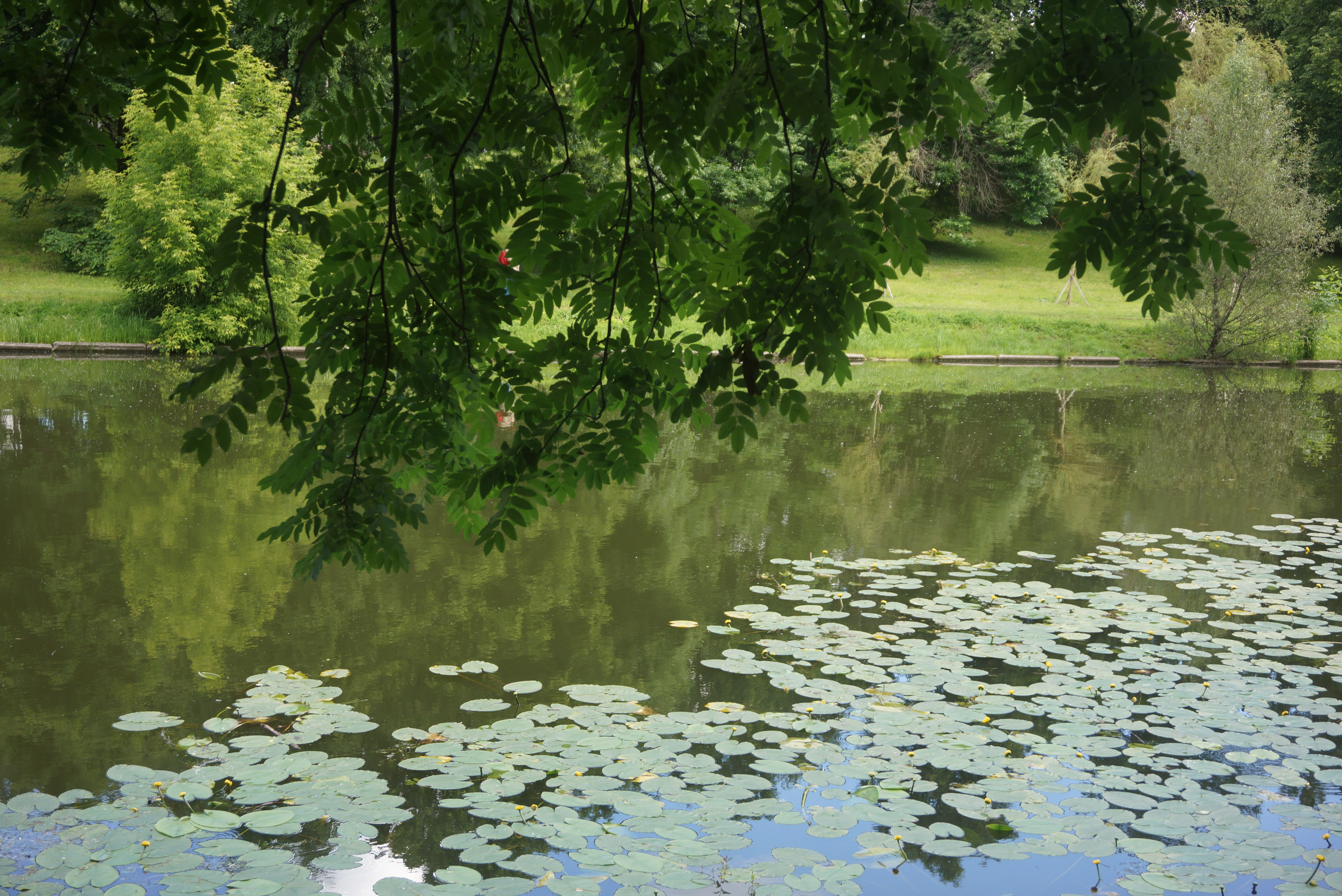
Зелёное Кольцо Москвы. Серебряно-Виноградный пруд

- Метро «Парк Победы» — метро «Раменки» (13 километров)
- Метро «Раменки» — метро «Тропарёво» (11 километров)
- Метро «Тропарёво» — метро «Пражская» (14 километров)
- Метро «Пражская» — метро «Царицыно» (15 километров)
- Метро «Царицыно» — метро «Рязанский проспект» (25 километров)
- Метро «Рязанский проспект» — метро «Черкизовская» (17 километров)
- Метро «Черкизовская» — метро «Ботанический сад» (16 километров)

В зависимости от подготовленности и выбранных режимов движения, маршрут проходится за срок от 5 до 9 дней.
Зелёное Кольцо проходит по восьми из двенадцати административных округов города, тринадцати ООПТ (особо охраняемых природным территориям Москвы) по следующему маршруту: Ботанический сад — Сад Будущего — долина реки Яузы — Лосиный Остров — Черкизовский пруд — Измайловский парк — Терлецкий парк — Кусковский лесопарк — парк Кузьминки — парк 850-летия Москвы — Братеевский каскадный парк — Борисовские пруды — музей-заповедник Царицыно — Бирюлёвский лесопарк — Покровский парк — Кировоградские пруды — Битцевский лес — ландшафтный заказник «Тёплый Стан» — Тропарёвский лесопарк — Очаковские пруды — парк Олимпийской деревни — парк 50-летия Октября — природный заказник «Воробьёвы горы» — природный заказник «Долина реки Сетунь» — Парк Победы — Филёвский парк — Строгинская пойма — вдоль канала имени Москвы — парк Покровское-Стрешнево — Химкинское водохранилище — Невский парк — Головинские пруды — Тимирязевский парк — Лиственничная аллея.

## Интересные факты
- Первоначальная версия маршрута составляла 75 км[6].
- Существует одноимённый объект[7], но существенно бо́льший по размеру (окружающий Москву): включающий 7 охраняемых природных территорий:
  - три заповедника — Окский, Приокско-террасный, Центрально-Лесной и
  - четыре национальных парка — Угра, Мещера, Плещеево озеро и Смоленское Поозерье.
  - Все они расположены в радиусе от 100 до 500 км от Москвы.